# جنگجویان اوروچی ۲
جنگجویان اوروچی ۲ (به انگلیسی: Warriors Orochi 2) یک بازی ویدئویی به سبک هک اند اسلش است که توسط اومگا فورس توسعه یافته و به‌وسیلهٔ کویی برای کنسول پلی‌استیشن ۲ منتشر شده‌است. این بازی به عنوان دنبالهٔ جنگجویان اوروچی، و یک بازی ویدئویی متقاطع از سری خاندان قهرمانان و جنگجویان سامورایی به‌شمار می‌رود. این بازی در ۲۳ سپتامبر در آمریکای شمالی و ۱۹ سپتامبر در اروپا منتشر شد. نسخه‌ای برای ایکس‌باکس ۳۶۰ در ۴ سپتامبر ۲۰۰۸ در ژاپن و در کنار نسخه‌های پلی‌استیشن ۲ در آمریکای شمالی و اروپا منتشر شد. نسخهٔ کنسول بازی دستی پلی‌استیشن همراه در ژاپن، آمریکای شمالی و اروپا منتشر شده‌است.

## داستان
بازی با شکست اوروچی در پایان بازی اول شروع می‌شود، سرزمین جدید متشکل از جنگجویان دوران سه پادشاهی چین و دوره کشورهای متخاصم ژاپن صلح را پیدا کرد. با این حال، قرار نبود که دوام بیاورد. افسران سابق زیر نظر ارتش اوروچی جدا شدند و ارتش‌های خود را تشکیل دادند، در حالی که سایرین که به اوروچی وابسته نبودند نیز شروع به ایجاد ارتش‌های خود کردند. در تمام این مدت، یک نقشه شیطانی در پشت صحنه در حال حرکت است تا بزرگترین شری که جهان تاکنون شناخته‌است را احیا کند: خود اوروچی.
مانند بازی اول، بازی در چندین داستان فرعی روایت می‌شود که به یکدیگر متصل می‌شوند. هر داستان فرعی به نام سه پادشاهی از دوران سه پادشاهی چین و یکی از دوره کشورهای متخاصم ژاپن نامگذاری شده‌است. بازی یک داستان فرعی دیگر با عنوان «اوروچی» اضافه می‌کند که در واقع پیش‌درآمدی از اولین بازی است که از دیدگاه ارتش اوروچی روایت می‌شود و قدرت او را نشان می‌دهد. باز هم، شخصیت‌ها به دلیل طرح داستان برای پیوستن به پادشاهی‌های مختلف پراکنده می‌شوند، اگرچه هنوز در پادشاهی اصلی خود در صفحه انتخاب شخصیت قرار می‌گیرند.

#### داستان شو
در داستان پادشاهی شو، لیو بی نگران تهدید فزاینده دشمنانش است که پس از شکست اوروچی برای قدرت در جهان بعدی مبارزه می‌کنند. او به زودی با چندین متحد مانند توکوگاوا ایه‌یاسو، ایماگاوا یوشیموتو و سان شانگ شیانگ اتحاد تشکیل می‌دهد تا از شو در برابر فروپاشی دفاع کند. به زودی یک عارف مرموز به نام تایگونگ وانگ به آنها ملحق می‌شود. او در تلاش برای دستگیری دا جی (که پس از مرگ اوروچی فرار کرده‌است)، از شو درخواست کمک می‌کند.

#### داستان وی
در داستان پادشاهی وی، سائو سائو وقتی می‌بیند که ارتش اوروچی با وجود مرگ اوروچی شروع به رشد کرده‌است، شروع به اصلاح نیروهای خود می‌کند. عارفی به نام نیو کوآ به او ملحق می‌شود که علیرغم کمک او برای کمک به سائو سائو، از پاسخ دادن به سؤالات مربوط به داجی یا پادشاه میمون سان ووکونگ که اخیراً ارتش «سیرک» را رهبری می‌کند، امتناع می‌کند. صرف نظر از این، هر دو سعی می‌کنند اسرار داجی و سون ووکانگ را که به نظر می‌رسد برای یک هدف کار می‌کنند، کشف کنند.

#### داستان وو
در داستان پادشاهی وو، وو پس از مرگ اوروچی در آرامش زندگی کرده‌است. رهبر پادشاهی، سون جیان، علیرغم اینکه جنگ سالاران دیگری مانند سائو سائو ارتش تشکیل می‌دهند، ارتشی نمی‌سازد. با این حال، او چندین نفر از افراد خود را به عنوان جاسوس در انتظار حملات آنها می‌فرستد. یکی از افسران اعزامی او، موری رانمارو، مشاهده مردی به نام میناموتو نو یوشی‌تسونه را گزارش می‌دهد که با لو بو می‌جنگد. پس از نجات او، او از وو درخواست کمک می‌کند تا دشمن خود تایرا نو کیوموری را که در واقع یک نقشه مخفی در دست اجرا دارد، پیدا کند.

#### داستان سامورایی
در این داستان، پس از شکست اوروچی، شیما ساکون در راه بازدید از تاکدا شینگن است که می‌بیند عمامه زرد (به رهبری ژانگ جیائو) توسط دونگ ژوئو مورد حمله قرار می‌گیرد. او با درک تهدید ناشی از گرسنگی جنگ سالاران، با دعوت از سه دایمیو شینگن تاکدا، نوبوناگا اودا و اوئه‌سوگی کنشین شروع به تشکیل نیروهای خود می‌کند. او همچنین با یک عارف به نام فو شی ملاقات می‌کند که به او می‌گوید که ارتش اوروچی در حال برنامه‌ریزی چیزی است.

#### داستان اوروچی
این داستان پیش‌درآمد بازی اول است و نشان می‌دهد که چگونه داجی اوروچی را از دنیای عرفانی آزاد می‌کند و او دوران سه پادشاهی چین و دوره کشورهای متخاصم ژاپن را می‌پیچاند تا دنیای بعدی جدید را تشکیل دهد. آنها با پیوستن به دونگ ژو، تلاش خود را برای شکست دادن همه جنگجویان و تبدیل آنها به بردگان خود آغاز می‌کنند. در همین حال، گروهی از عارفان به رهبری تایگونگ وانگ، فو شی و نو وا تلاش می‌کنند تا اوروچی را متوقف کنند و دوباره او را زندانی کنند.

## شخصیت‌ها
اولین بازی جنگجویان اوروچی دارای فهرستی از ۷۹ شخصیت قابل بازی است که هر دو سری خاندان قهرمانان و جنگجویان سامورایی را در بر می‌گیرد. این بازی در مجموع ۱۳ شخصیت جدید از جمله شخصیت‌های جدید فرنچایز Warriors را معرفی می‌کند. همراه با تمام شخصیت‌های بازی اول که بازمی‌گردند، ۹۲ شخصیت در فهرست جنگجویان اوروچی ۲ قرار دارند.
چندین کاراکتر موجود از بازی‌های Warriors که در جنگجویان اوروچی ظاهر نشدند، اولین کار خود را در دنباله بازی می‌کنند. برای اولین بار از زمان خاندان جنگ‌جویان ۳، فو هسی و نیو کوآ با مدل‌های شخصیت‌های به‌روز شده قابل بازی هستند. علاوه بر این، به دلیل اینکه این بازی پس از Samurai Warriors 2: Xtreme Legends منتشر شده‌است، مدل شخصیت به روز شده یوشیموتو ایماگاوا، کوجیرو ساساکی، کاتسویه شیباتا، توشییه مائدا، موتوچیکا چوسوکابه و گراسیا گنجانده شده‌است.
علاوه بر این، شخصیت‌های دیگری نیز وجود دارند که در سری Warriors جدید هستند:
- تایگونگ وانگ (太公望، Taikō Bō) همچنین به عنوان جیانگ زیا شناخته می‌شود، یک استراتژیست افسانه ای نظامی و مشهورترین نخست‌وزیر از سلسله ژو چین بود. او کسی است که به راحتی می‌تواند تفکر استراتژیک دا جی را پشت سر بگذارد و شخصاً دستور اعدام او را در دنیای خودشان صادر کرد. او شخصیتی نسبتاً خودخواه و خودخواه دارد. او از چوب ماهیگیری به عنوان سلاح استفاده می‌کند.
- کیوموری تایرا (平清盛، تایرا نو کیوموری) یک ژنرال نظامی از دوره هیان ژاپن بود. او با اوروچی متحد است و بخشی از رستاخیز اوست. او از مجموعه ای از تسبیح‌های غول پیکر به عنوان سلاح استفاده می‌کند.
- یوشیتسونه میناموتو (源義経، میناموتو نه یوشیتسونه) یک ژنرال نظامی دیگر از دوره هیان بود که با کیوموری مخالف بود. او می‌تواند با لو بو در یک مسابقه مساوی و حتی بدون آسیب مبارزه کند، که وو را شگفت زده کرد. او دستکشی شبیه شمشیر نوری به دست دارد که به بازویش متصل است و می‌تواند با آن پرتابه‌های انرژی شلیک کند. او یک سامورایی نسبتاً معمولی است.
- سان ووکونگ (孫悟空، پسر گوکو) همچنین به عنوان «شاه میمون» شناخته می‌شود، شخصیت اصلی سفر به غرب، یکی از چهار رمان کلاسیک بزرگ ادبیات چینی است (که شامل رمان عاشقانه سه پادشاهی می‌شود). مانند هر تجسمی از او، او از چوب معروف جینگو به عنوان سلاح خود استفاده می‌کند. برای اینکه کیوموری از حبس رها شود، سان وکونگ برای ارتش اوروچی می‌جنگد.
- هیمیکو (卑弥呼) ملکه شامان ژاپن باستانی بود که به دلیل رابطه اش با پادشاهی وی چین شناخته می‌شد. او از مجموعه ای از عروسک‌های Dogu انرژی زا استفاده می‌کند. او با دا جی رابطه ای خواهرگونه دارد و هر دو بسیار از یکدیگر محافظت می‌کنند.
- اوروچی ایکس (真・遠呂智، Shin Orochi) شکل احیا شده اوروچی است. این شکل جدید اوروچی که توسط کیوموری تایرا و دا جی احیا شده‌است، قدرتمندتر و بدتر از قبل است. او از همان داس خود به عنوان اولین فرم خود استفاده می‌کند، اما دارای یک مجموعه حرکت قوی تر است.

همچنین دو شخصیت Dodomeki و Gyuki وجود دارند که فقط در حالت‌های Survival و VS قابل بازی هستند. آنها بر اساس دو کلاس جدید از ژنرال‌های عمومی اوروچی مدل شده‌اند. Dodomeki یک شخصیت از نوع سرعت است که دارای یک مجموعه حرکتی مشابه با Kotaro Fuma است، در حالی که Gyuki یک شخصیت از نوع قدرت است که دارای یک مجموعه حرکتی منحصر به فرد است.

## نقدها و نمرات
جنگجویان اوروچی ۲ با استقبال بسیار متفاوت تا منفی روبرو شد. گیم‌رنکینگز و متاکریتیک امتیاز ۵۸٫۷۵٪ و ۵۶ از ۱۰۰ را برای نسخه پی‌اس‌پی: ۵۴.۱۷٪ و ۵۲ از ۱۰۰ برای نسخه پلی‌استیشن ۲ و ۴۴٫۶۴٪ و ۴۴ به آن داده‌اند. از ۱۰۰ برای نسخه ایکس‌باکس ۳۶۰. طبق گفته فامیتسو، تا ۹ ژوئیه ۲۰۰۸، بازی ۹۴۶۱۳۱ نسخه در ژاپن فروخته‌است که همچنین به نسخه ایکس‌باکس ۳۶۰ امتیاز ۸، ۹، ۸، و ۹ تا مجموع امتیاز داد. ۳۴ از ۴۰.